# Tipula (Eumicrotipula) perflavidula
Tipula (Eumicrotipula) perflavidula is een tweevleugelige uit de familie langpootmuggen (Tipulidae). De soort komt voor in het Neotropisch gebied.